# Scotogramma yakima
Scotogramma yakima är en fjärilsart som beskrevs av Smith 1900. Scotogramma yakima ingår i släktet Scotogramma och familjen nattflyn. Inga underarter finns listade.